# Азовський підвісний міст

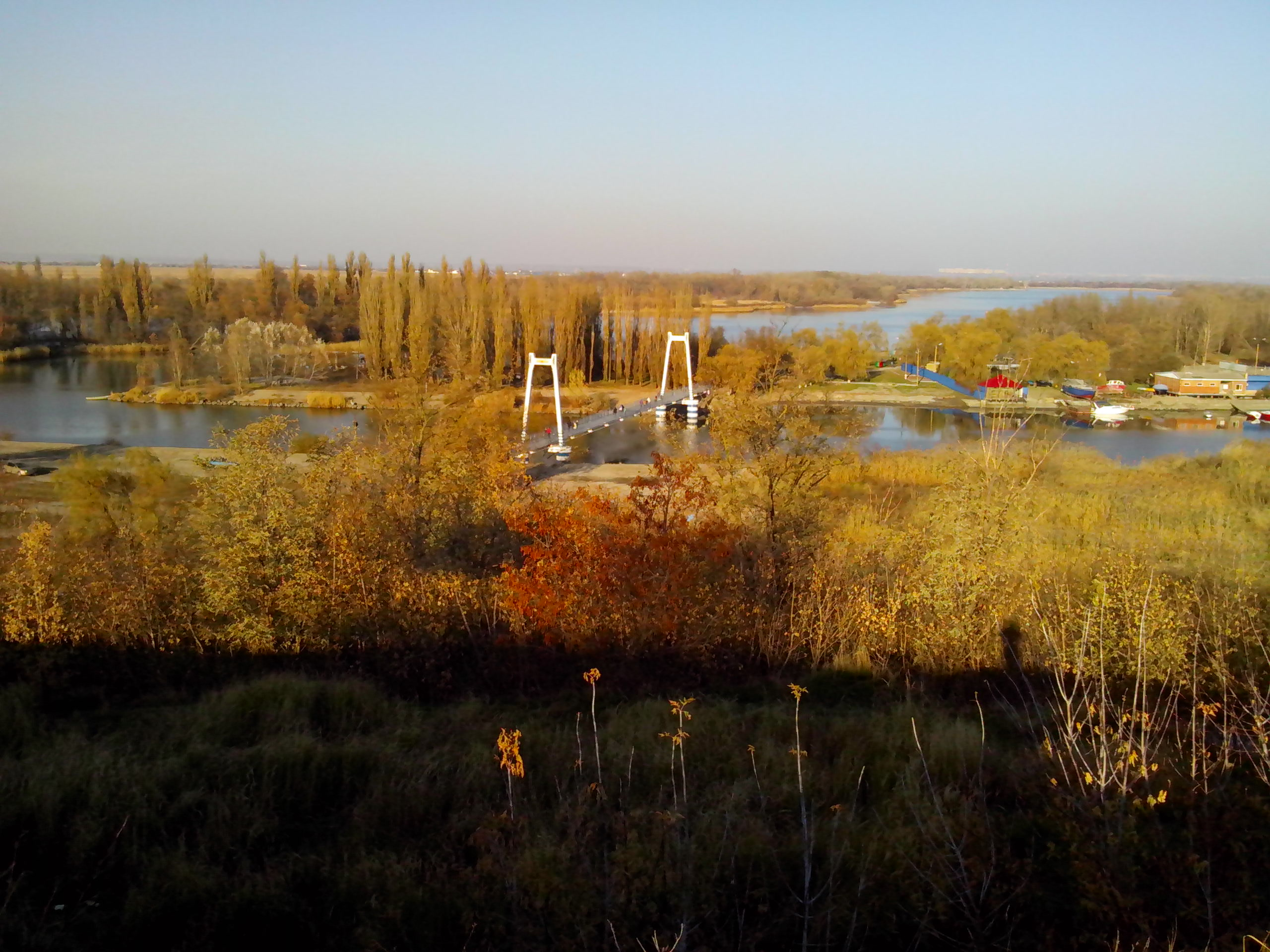

Пішохідний підвісний міст через річку Азовка — міст у міті Азов, Росія, з'єднує міську набережну (вул. Берегова) з міським пляжем.

## Історія
Побудований в 1967 році до 900-річчя міста. Міст тримався на трьох бетонних опорах (биках) і спочатку був дерев'яним.
У середині 80-х років XX століття, міст зазнав капітального ремонту та реконструкції, в результаті якої були замінені натяжні ванти, і несуча частина мосту зроблена металевою. Після цього довгий час, міст капітально не ремонтувався — виконувався лише дрібний локальний ремонт. За весь час експлуатації, міст неабияк занепав і перекосився. Його стан став реальною загрозою життю і здоров'ю містян, улюбленим місцем відпочинку яких, був міський пляж.
У 2007 році влада міста забила тривогу. І хоча міст визнаний аварійним, він простояв ще сім років, перш ніж розпочато його реконструкцію. Старий міст, разом з бетонними опорами демонтували, а на його місці, з нуля побудований новий.

## Новий міст
Цей міст має вже дві опори, на різних берегах, сучасну, більш міцну конструкцію. Довжина збільшилася на один метр, а ширина перехожої частини до 2,5 метрів. На відміну від старого мосту, підйоми на новий, здійснюються по бетонних сходах, оснащеним пандусом для колясок. Тепер, містяни і численні гості міста можуть безперешкодно гуляти по пляжу. І, хоча, будівництво затягувалося, кілька разів переносили терміни його здачі в експлуатацію, міст урочисто відкритий 1 вересня 2014 року.
Рішенням адміністрації міста Азова, новому мосту дане нове ім'я «Білий лебідь».

## Галерея

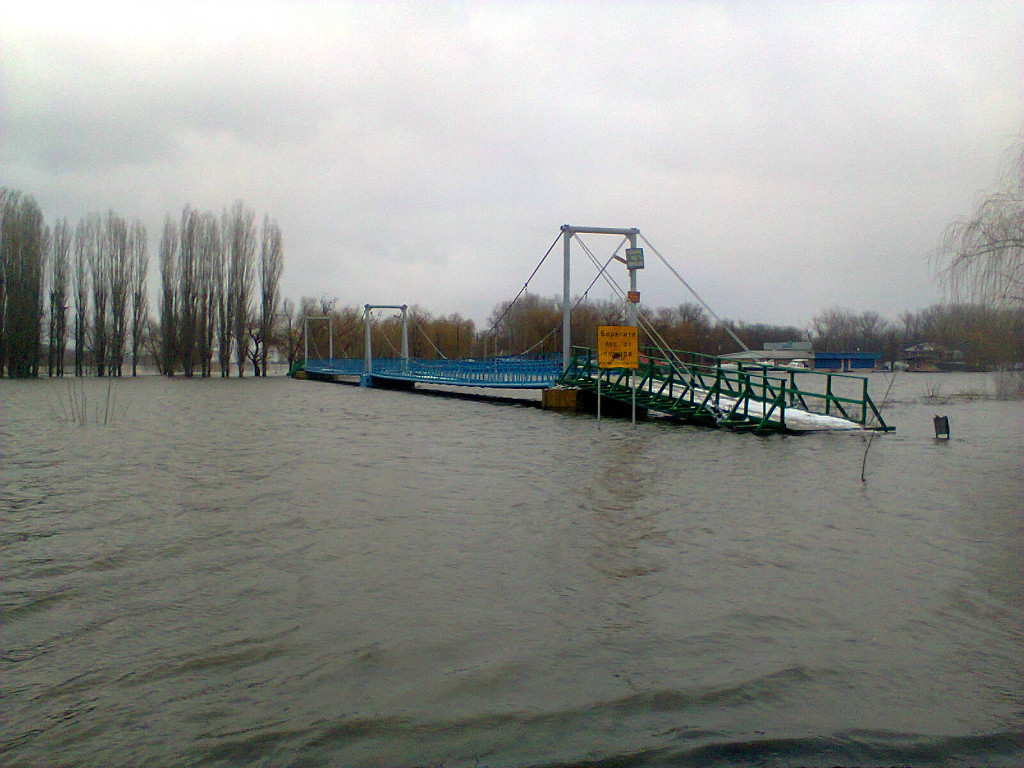
Весна 2014 года
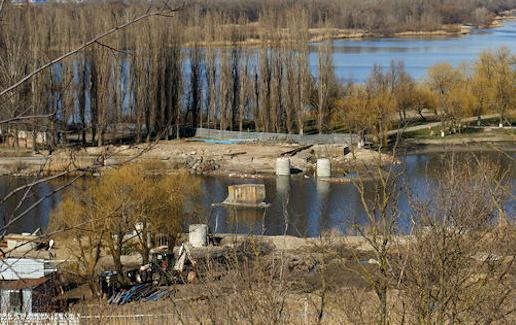
2014 рік
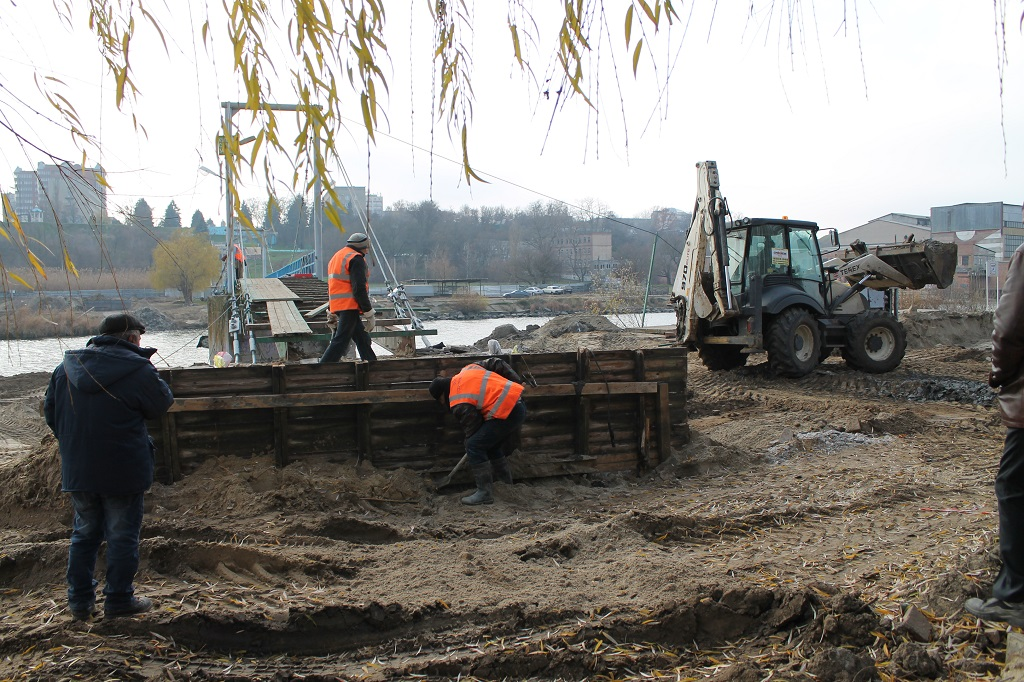
Розбирання моста
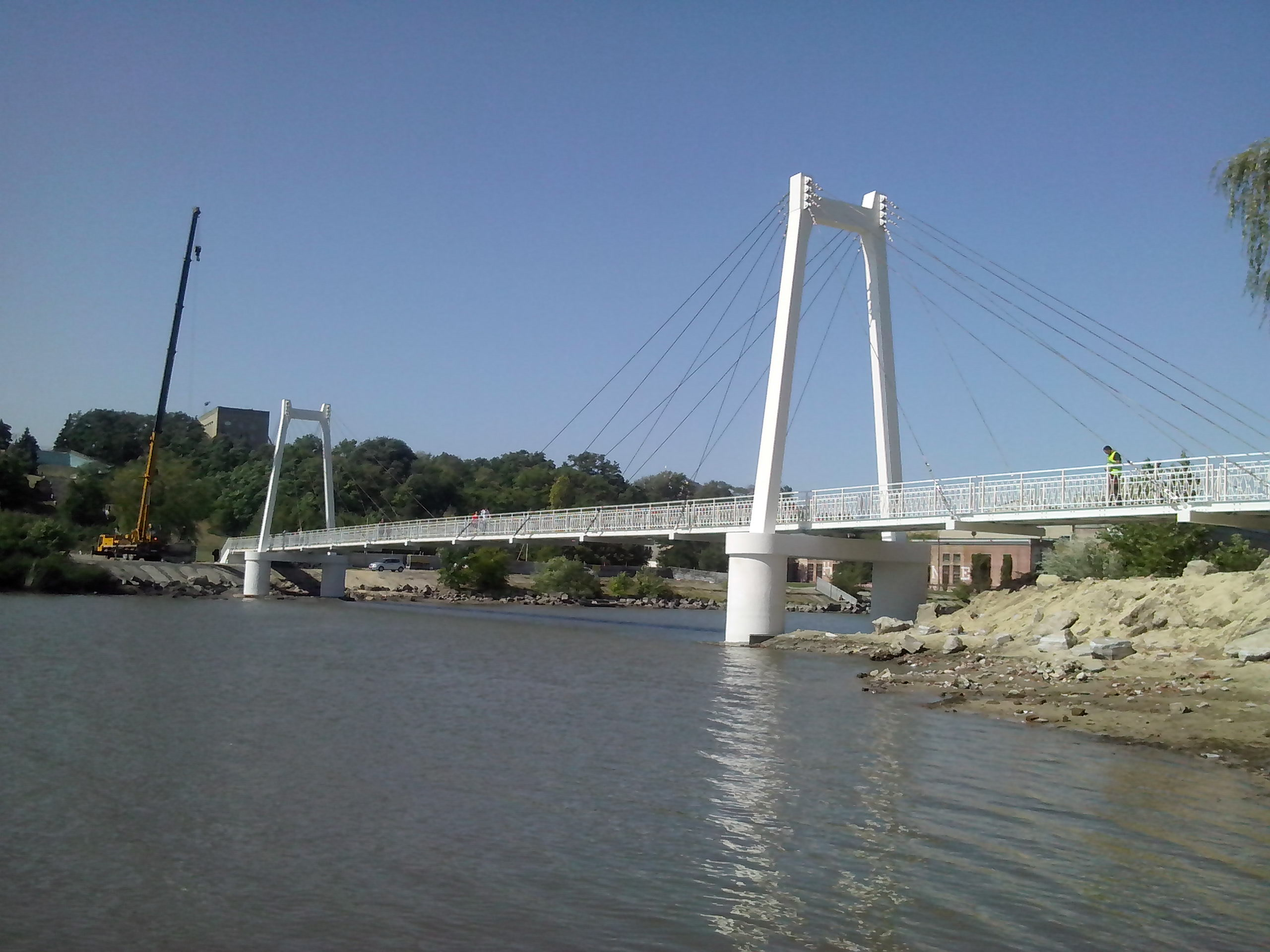
Вересень 2014 року
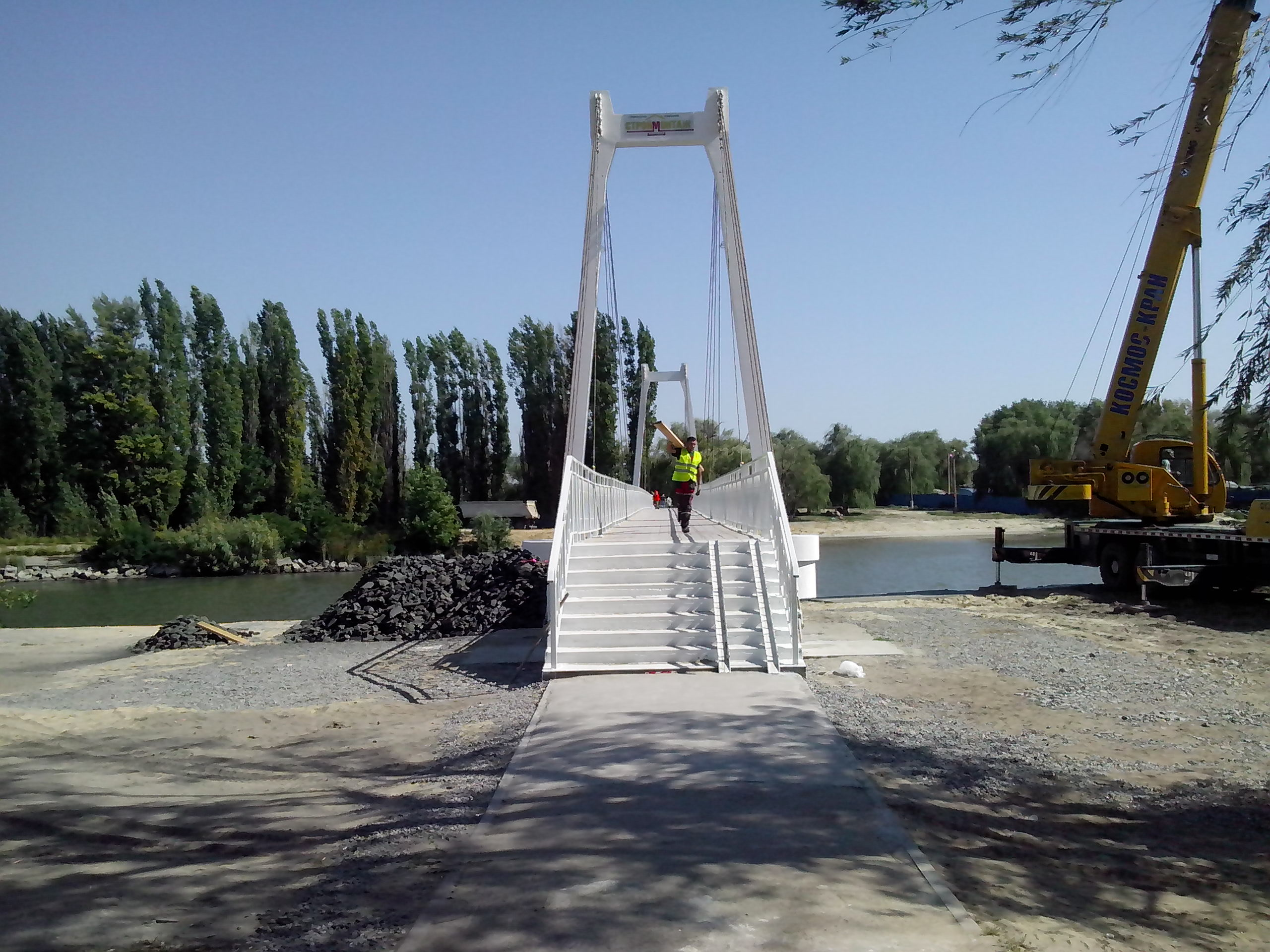
Вересень 2014 року
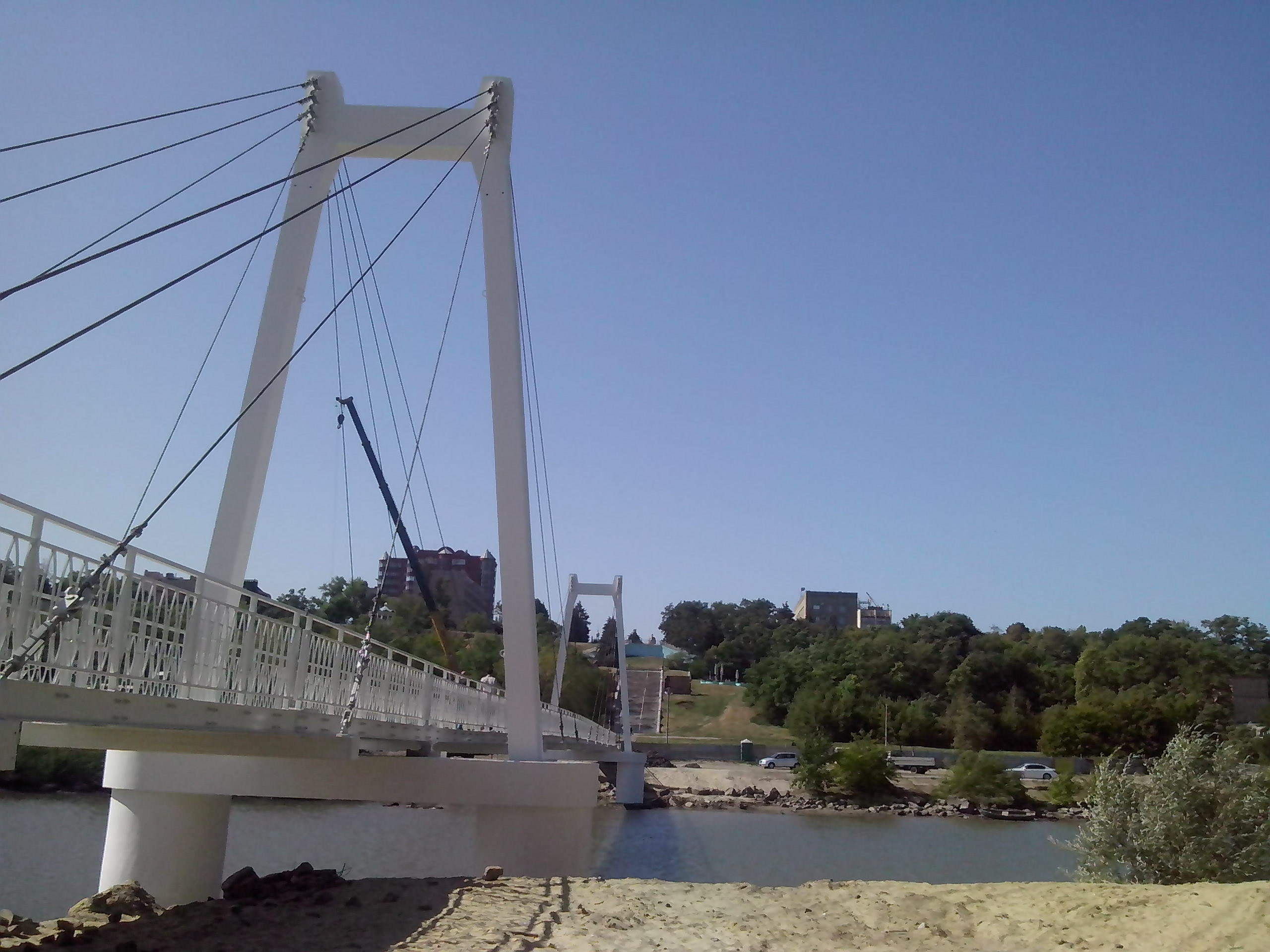
Вересень 2014 року